# Kirkby Underwood
Kirkby Underwood is een civil parish in het bestuurlijke gebied South Kesteven, in het Engelse graafschap Lincolnshire met 200 inwoners.